# Cesare Gromis
Cesare Gromis (mort à Aoste le 25 juin 1585), ecclésiastique piémontais qui fut évêque d'Aoste de 1572 à sa mort.  

## Biographie
Cesare Gromis parfois nommé Gromio est issu d'une famille originaire de Biella dans le Piémont. Il est le fils de Guglielmo de la maison des seigneurs de Beinasco, Contrôleur Général des Finances. Cesare est nommé évêque d'Aoste le 19 novembre 1572 par le Pape sans que le duc Emmanuel-Philibert de Savoie n'intervienne en faveur d'un candidat valdôtain.
Cesare Gromis est consacré le 1er juillet 1573 par Gerolamo della Rovere archevêque de Turin il prend possession de son évêché le même mois. Son épiscopat est marque par deux faits. En 1576 il ordonne aux églises paroissiales de la Vallée d'Aoste se doter d'un missel romain à utiliser concurremment avec le missel d'Aoste à l'usage du « rite valdôtain » Quelques jours avant sa mort  il donne par acte du 22 juin à la ville d'Aoste 90 sacs de blé pour constituer le fond d'un magasin en forme de Mont-de-piété, le grain devant être prêté à ceux qui en avaient besoin et rendu à la première récolte. Cet organisme fonctionnera pendant 150 ans Cesare Gromi meurt le 25 juin 1585 et est inhumé dans sa cathédrale. On a conservé l'inventaire de ses biens meubles dressé après son décès.